# Pietro Ellero
Pietro Ellero (Cordenons, 8 ottobre 1833 – Roma, 1º febbraio 1933) è stato un giurista, criminologo e politico italiano.
Fu senatore del Regno d'Italia nella XVI legislatura.

## Biografia
Si laureò in giurisprudenza all'università di Padova nel 1858. Già dal 1855 lavorava come praticante presso il tribunale di Venezia, e dal 1856 a quello di Udine. Nel 1858, uscì la sua prima opera, un trattato intitolato Della pena capitale dove trattava ampiamente le sue teorie abolizioniste.
Inizialmente insegnò Filosofia del diritto a Milano, presso l’Accademia scientifico-letteraria; nel 1861 ottenne l'insegnamento come professore straordinario di diritto penale a Bologna. Nel 1860 fondò la rivista abolizionista denominata Il Giornale per l'abolizione della pena di morte, e nel 1868 L'archivio Giuridico, da cui abbandonò la direzione in seguito alla morte della moglie.
Tra il 1860 e il 1864 fu iniziato in Massoneria nella Loggia "Concordia Umanitaria" di Bologna, appartenente al Grande Oriente d'Italia, che nel 1864 si fuse con la Loggia "Severa" formando la Loggia "Galvani", della quale fu in seguito eletto Oratore.
Dal 1880 fu a Roma e iniziò a svolgere l'attività di magistrato della corte di cassazione. Altre opere riguardanti le sue idee abolizioniste furono: Opuscoli criminali, Trattati criminali, La riforma civile.
Ottenne vari riconoscimenti ed onorificenze dallo Stato italiano.
Fu deputato nel 1866 e successivamente senatore del Regno nel 1889.
L'obiettivo della sua vita, l'abolizione della pena di morte, fu raggiunto nel 1889; svolse per diversi anni la funzione di magistrato presso la Corte di cassazione a Roma e poi presso il Consiglio di Stato. 
Morì a Roma il 1º febbraio 1933, all'età di novantanove anni, ricevendo i funerali di Stato.

## Opere fondamentali

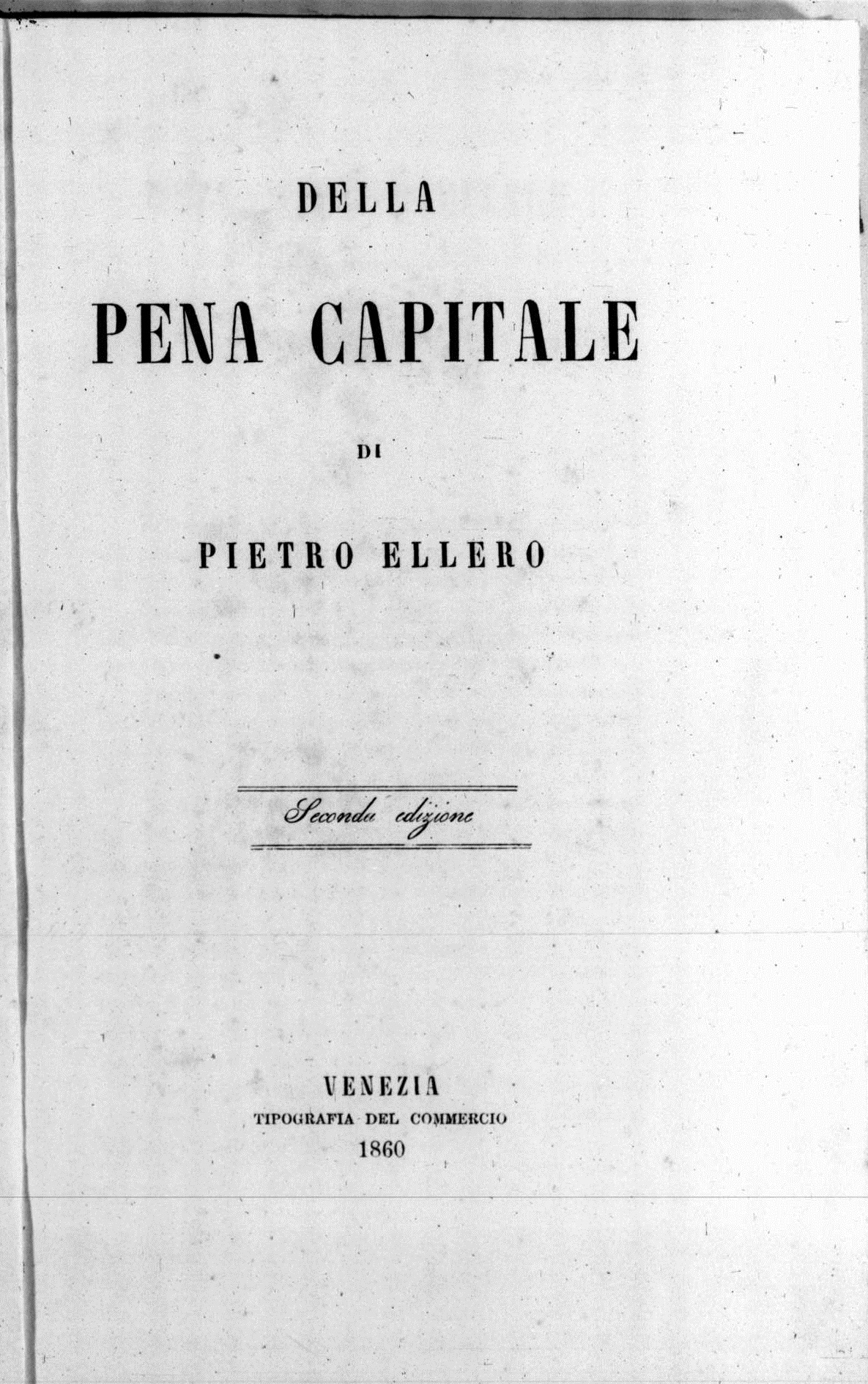
Della pena capitale, II edizione, 1860

- Della pena capitale, 1ª ed., Venezia, Tipografia del commercio, 1858.
  -  Della pena capitale, 2ª ed., Venezia, Tipografia del commercio, 1860.
- Il Giornale per l'abolizione della pena di morte, 1860
- Opuscoli criminali, 1874
- La questione sociale, 1874
- Trattati criminali, 1875
- La tirannide borghese, 1879
- La riforma civile, 1889